# Église Notre-Dame de Villegailhenc
L'église Notre-Dame est une église située à Villegailhenc, en France.

## Localisation
L'église est située sur la commune de Villegailhenc, dans le département français de l'Aude.

## Historique
L'édifice est inscrit au titre des monuments historiques en 1951.